# Anna Hall (volleybollspelare)
Anna Hall, född Stevenson 8 juli 1999 i Laurens, South Carolina, USA, är en volleybollspelare (center).
Hall växte upp i Laurens, South Carolina, där hon gick vid Laurens High School. Hon var 82:a-rankad i USA av spelarna som gick ur high school. Hon studera först vid Auburn University där hon spelade med Auburn Tigers. Efter två år bytte hon till University of Louisville och deras lag Louisville Cardinals. Totalt spelade Hall universitetsvolleyboll under fem år (ett år mer än vad som vanligen är tillåtet, vilket tilläts under Covid-19-pandemin.
Efter avslutade studier började hon spela klubbvolleyboll med Aydın BBSK i Turkiet och Cuneo Granda Volley. Hall debuterade i landslaget vid Volleyball Nations League 2022 och spelade även i VM 2022, där USA kom fyra.